# 피의 꽃잎들
《피의 꽃잎들》(영어: Petals of Blood)은 응구기 와 티옹오의 1977년 장편소설이다. 자본주의와 부패한 권력자들에 대한 강한 비판과 농민과 지식인의 처절한 삶을 그리고 있으며, 대담한 고발로 이 작품 때문에 작가가 체포되기도 했다. 대한민국에는 민음사에서 왕은철 번역으로 출간되었다.

## 등장인물
- 무니라 (Munira) - 주동인물 중 한 명이자 교사이다.
- 완자 (Wanja)